# 威廉·尼科尔森 (画家)
威廉·纽赞·普赖尔·尼科尔森爵士（Sir William Newzam Prior Nicholson；1872年2月5日—1949年5月16日）是一位英国静物、风景和肖像画家，此外也当过版画家、插画家、剧院设计师，写过儿童故事。

## 生平
威廉·尼科尔森于1872年2月5日出生于特倫特河畔紐瓦克，是实业家和纽瓦克保守党议员威廉·纽扎姆·尼科尔森（William Newzam Nicholson）和安妮·伊丽莎白·普赖尔（Annie Elizabeth Prior）的小儿子。他曾师从威廉·丘比利（William Cubley，威廉·比奇的学生），并短暂地在休伯特·冯·赫科默的艺术学校读书，在那里遇到了未来的妻子梅布尔·普赖德（Mabel Pryde）。1891年秋，他就读于巴黎的朱利安学院，但六个月后返回纽瓦克。1893年4月25日，他与梅布尔在莱斯里普结婚。
从大约1910年到他1919年再婚为止，其管家玛丽·拉奎尔（Marie Laquelle）是他的情人，尼科尔森多次为她画像。1919年10月，尼科尔森与约翰·斯图尔特-沃特利爵士（Sir John Stuart-Wortley）遗孀伊迪丝·斯图尔特-沃特利（Edith Stuart-Wortley）结婚，伊迪丝也是一名画家。他们的女儿丽莎出生于1920年，尼科尔森的儿童读物也都创作于1920年代。
从1935年到他去世，尼科尔森与小说家玛格丽特·斯蒂恩同居。根据斯蒂恩的说法，他们于1935年5月在安达卢西亚相遇，到6月中旬，他们就一起在杰明街的工作室同居了，但他并未与伊迪丝离婚。
1936年，尼科尔森封爵。晚年，他住在伯克郡（现牛津郡）的布卢伯里，1949年5月16日去世。